# Odynerus orasus
Odynerus orasus är en stekelart som beskrevs av Cameron 1908. Odynerus orasus ingår i släktet lergetingar, och familjen Eumenidae. Inga underarter finns listade i Catalogue of Life.